# Paul (Cornouailles)
Pour les articles homonymes, voir Paul.
Paul est un village des Cornouailles, en Angleterre. Le village fait partie de la paroisse civile de Penzance.